# 鐸木能子
鐸木 能子（すずき よしこ、1928年〈昭和3年〉3月17日 - 2008年〈平成20年〉）は、日本の人形作家。
木彫木目込み衣装人形という伝統技法を現代の雛人形制作に取り入れた。長男は作家・音楽家・狛犬研究家の鐸木能光。

## 人物
1928年3月、群馬県佐波郡伊勢崎町（現・伊勢崎市）で蝋燭問屋・細野家の四女（7人きょうだいの6番目）として生まれる。聖路加女子専門学校（後の聖路加看護大学、現在の聖路加国際大学）を卒業。
終戦後は立教女学院に就職。その後、看護師として福島県白河市の病院に勤務。結核で入院していた患者（福島県職員）と結婚後、病院を退職し福島大学附属中学校で養護教諭を務める。離婚を経て、理科の中学校教員と再婚。上京し、日本看護協会に事務職員として就職した。専業主婦を経て、芸術の道へ進む。
1965-1974年、人形作家・大谷鳩枝（人間国宝・平田郷陽直弟子、陽門会会員）に師事し、平田郷陽が完成させた「木彫木目込み衣装人形」の技法を学ぶ。独立後、鹿児島寿蔵（人間国宝　1898-1982）、圓鍔勝三（芸術院会員・文化勲章受章　1905-2003）、円鍔元規（日展評議員）らの門を叩き、指導を受けながら、伝統工芸技法と現代的な人形アートの双方に目を向けた独自の人形制作の道を歩む。日本新工芸家連盟に所属し、1989年、日展会友に。
1984年、横浜高島屋美術画廊にて第一回個展。1993年、高島屋東京店（日本橋）美術画廊にて第二回個展。この頃から木彫木目込み衣装人形の技法を生かした独自の雛人形制作に力を入れ、弟子育成のために「木の鐸会（きのすずかい）」を創設。1998年以降、毎年、高島屋東京店（日本橋）美術画廊にて創作雛人形展を開く。
2008年、脳梗塞で倒れ、没す。

## エピソード
聖路加女子専門学校時代の恩師が日野原重明（1911 - 2017）で、戦時中は日野原の指揮の下、聖路加国際病院に運び込まれる負傷者たちの看護に明け暮れた。聖路加看護大学の元学長・常葉恵子（2003年没）とは同期。聖路加国際大学玄関のマントルピース上に飾られている「希望」と題した人形は、大学の新校舎落成を祝って鐸木能子が寄贈したものである。